# 下有知村
下有知村（しもうちむら）は、かつて岐阜県武儀郡にあった村である。
平成の大合併以前の関市の北部、長良川東岸の村である。

## 歴史
- 江戸時代末期、この地域は旗本領、天領、寺社領であった。
- 1889年（明治22年）7月1日 - 町村制により、下有知村が成立。
- 1951年（昭和26年）3月20日 - 関市に編入。

下有知村と関町（現・関市）との合併は、1943年と1950年に計画がされていたが、住民の反対などで実現していなかった。

## 教育
- 下有知村立下有知小学校（現・関市立下有知小学校）
- 組合立有知中学校[1]

## 神社
- 向山神社
- 冨士神社

## 交通機関
- 名古屋鉄道美濃町線
  - 下有知駅・神光寺駅
- 国鉄越美南線
  - （通過のみ）[2]